# حوریه عفاک
حوریه عفاک (زادهٔ ۱۱ ژوئیهٔ ۱۹۸۸) بازیکن فوتبال اهل الجزایر است.
وی همچنین در تیم ملی فوتبال الجزایر بازی کرده‌است.